# Караколь (Павлодарський район)
Карако́ль (каз. Қаракөл) — село у складі Павлодарського району Павлодарської області Казахстану. Входить до складу Чорноріцького сільського округу.
Населення — 228 осіб (2021; 296 у 2009, 310 у 1999, 389 у 1989).
Національний склад станом на 1989 рік:
- казахи — 100 %